# Giuliano Collina

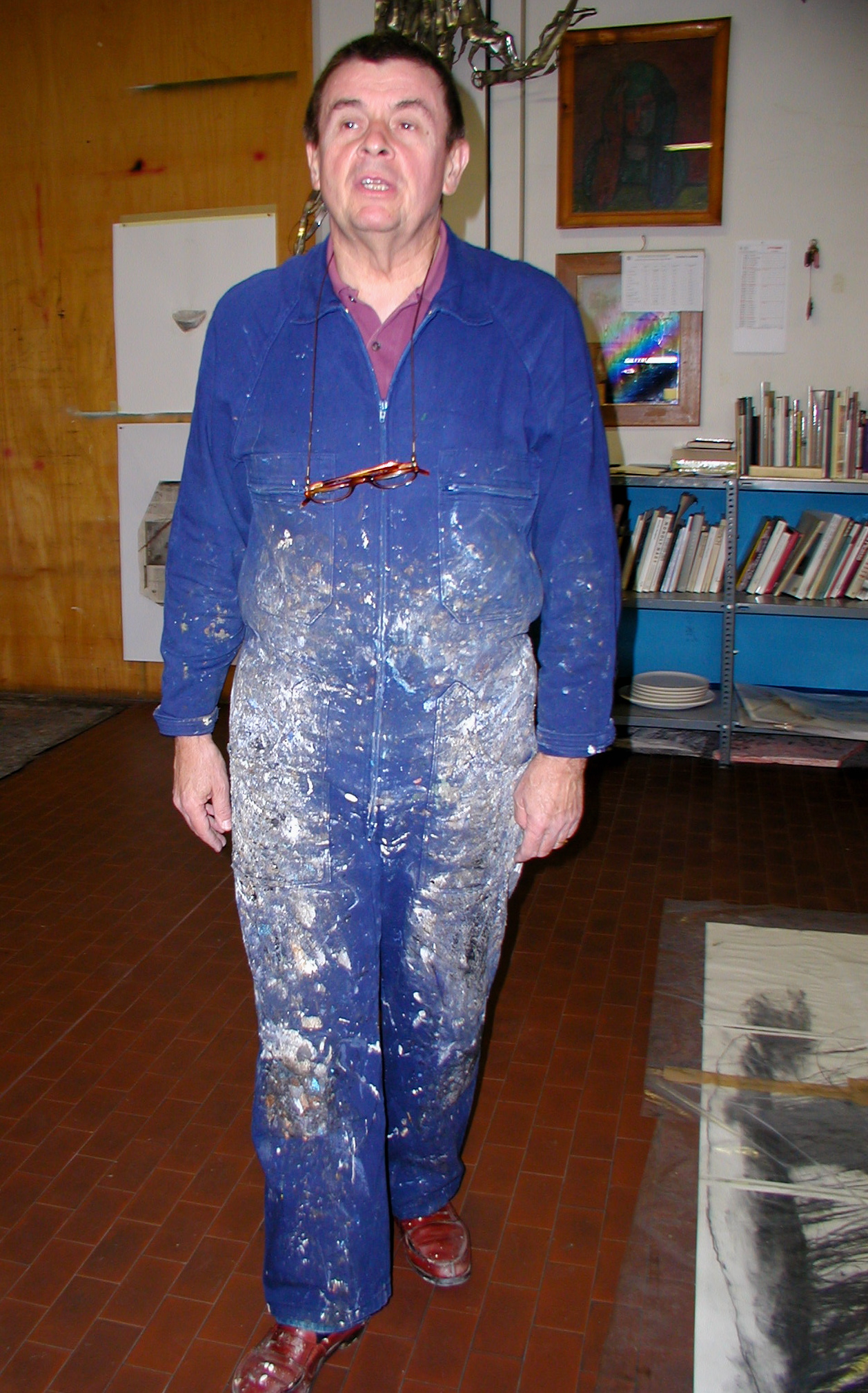
Giuliano Collina

Giuliano Collina (* 1938 in Intra) ist ein italienischer Maler. 1962 absolvierte er seinen Abschluss in der Bildhauerklasse von Marino Marini an der Accademia di Belle Arti di Brera in Mailand.
Er lebt seit 1944 mit seiner Familie in Como, wo er auch arbeitet.